# 新德山冷泉
新德山冷泉(Sindoksan Natural Mineral Water)：位於北韓的平安南道之「龍岡郡」境內的「新德山」(Mountain Sindok)，最高峰處為412米，山裡盡是多層的花崗岩，從深1,000米的花崗石層涌出的冷泉，含有鉀、鈣等對人體有好處的物質，被朝鮮的民眾認為能有益健康及長壽，給它渾號：「不老水」(朝鮮語：Pullosu, Water of Eternal Youth)。

## 成分
- 酸鹼值：7，即中性
- 經科學分析，每公升的「不老水」含有：
  - 四氧化硫(SO4)：17.82毫克
  - 鈣(Cl)：12.41毫克
  - 鐵(F)：0.4毫克
  - 碳酸鈣(CaCO3)：30.16毫克

## 商品
除了在「新德山」(Mountain Sindok)觀光時，能取得外，居住在日本的朝鮮籍商人在1995年10月10日，在「新德山」的山腳開設了一棟佔地10,000平方公呎的飲料加工廠。現時在日本，能購買「不老水」(Pullosu)；在中華人民共和國則能購買「新樂礦泉水」(Sindok Mineral Water)。